# سامی فضه
سامی فضه (انگلیسی: Sami Fedha؛ زادهٔ ۱۰ مارس ۱۹۸۹) یک ورزشکار اهل عربستان سعودی است.
از باشگاه‌هایی که در آن بازی کرده‌است می‌توان به باشگاه فوتبال الوحده عربستان سعودی اشاره کرد.